# Rattenschwanzlarve

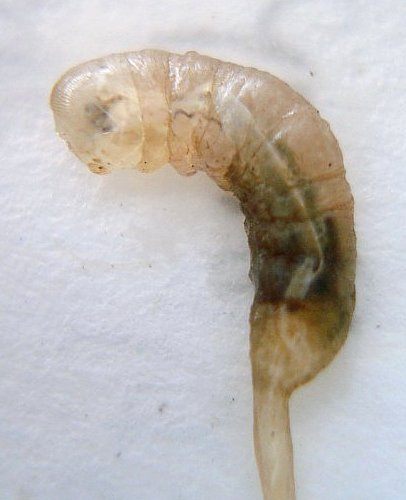
Eristalis tenax Larve

Rattenschwanzlarven sind die Larven bestimmter Arten von Schwebfliegen, die zu den Tribus Eristalini und Sericomyiini gehören.
Die am häufigsten anzutreffende Rattenschwanzlarve ist die Larve der Mistbiene (Eristalis tenax).
Diese lebt in stagnierendem, sauerstoffarmem Wasser mit einem hohen Gehalt an organischer Substanz. Sie ist ziemlich tolerant gegenüber Verschmutzung und kann in Lagunen und Klärgruben leben. Im Jahr 2017 erlangten die Rattenschwanzlarven mediale Presseberichterstattung, nachdem sie in den Komposttoiletten des Glastonbury-Festivals gefunden wurden.
Weitere Rattenschwanzlarven haben zum Beispiel die Glänzende Faulschlammschwebfliege und die Totenkopfschwebfliege.

## Merkmale
Ein charakteristisches Merkmal von Rattenschwanzlarven ist ein röhrenförmiger, teleskopartig ausfahrbarer Atemsiphon, der sich an seinem Ende befindet. Dieser wirkt wie ein Schnorchel, der es der Larve ermöglicht, untergetaucht Luft zu atmen. Der Siphon ist in der Regel etwa so lang wie der Körper der Made (20 mm bei der Geschlechtsreife), kann aber bis 150 mm verlängert werden. Dieses Organ gibt der Larve ihren gemeinsamen Namen. Von den Larven der Salzfliegen (Ephydridae), die ebenfalls in Gewässern leben und ein Atemrohr aufweisen, können sie so unterschieden werden: Das Atemrohr ist länger, mindestens so lang, oft länger als der Körper der Larve selbst; das letzte Segment des Atemrohrs ist nicht gegabelt. Außerdem besitzt die Rattenschwanzlarve stark reduzierte Mandibeln.

## Gewerbliche Nutzung
Diese Larven, im Englischen als „mousies“ bezeichnet, werden gezüchtet und als Fischköder verkauft. Sie sind besonders beliebt beim Eisfischen.

## Infektion
Gelegentlich wurden Fälle von durch die Rattenschwanz-Larve verursachter Myiasis im menschlichen Darm dokumentiert. Die Symptome können von Beschwerdefreiheit bis zu Bauchschmerzen, Übelkeit und Erbrechen oder Juckreiz reichen. Die Infektion kann durch die Einnahme von kontaminierter Nahrung oder Wasser verursacht werden, aber es wurden Zweifel geäußert, ob versehentlich aufgenommene Fliegenlarven im Magen-Darm-Trakt überleben können. Fritz Konrad Ernst Zumpt schlug eine Alternative vor, die „rektale Myiasis“ genannt wird. Fliegen, die von Kot angezogen werden, können ihre Eier oder Larven in der Nähe des Afters oder in den After ablegen, und die Larven dringen dann weiter in den Mastdarm ein. Sie können die Nahrungsaufnahme durch Kot an dieser Stelle überleben, solange der Sipho in Richtung Anus reicht.

## Galerie

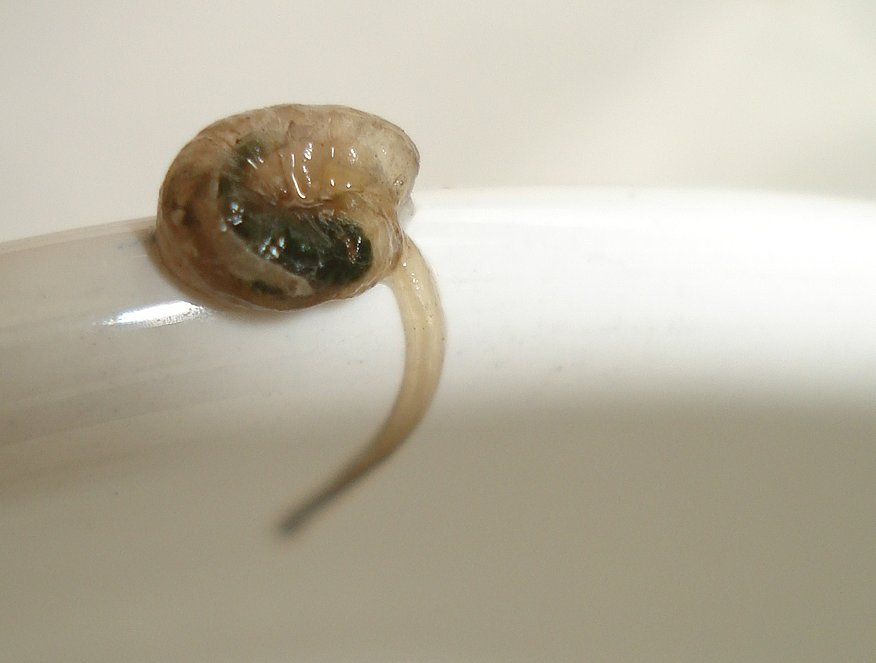
Eristalis tenax Larve
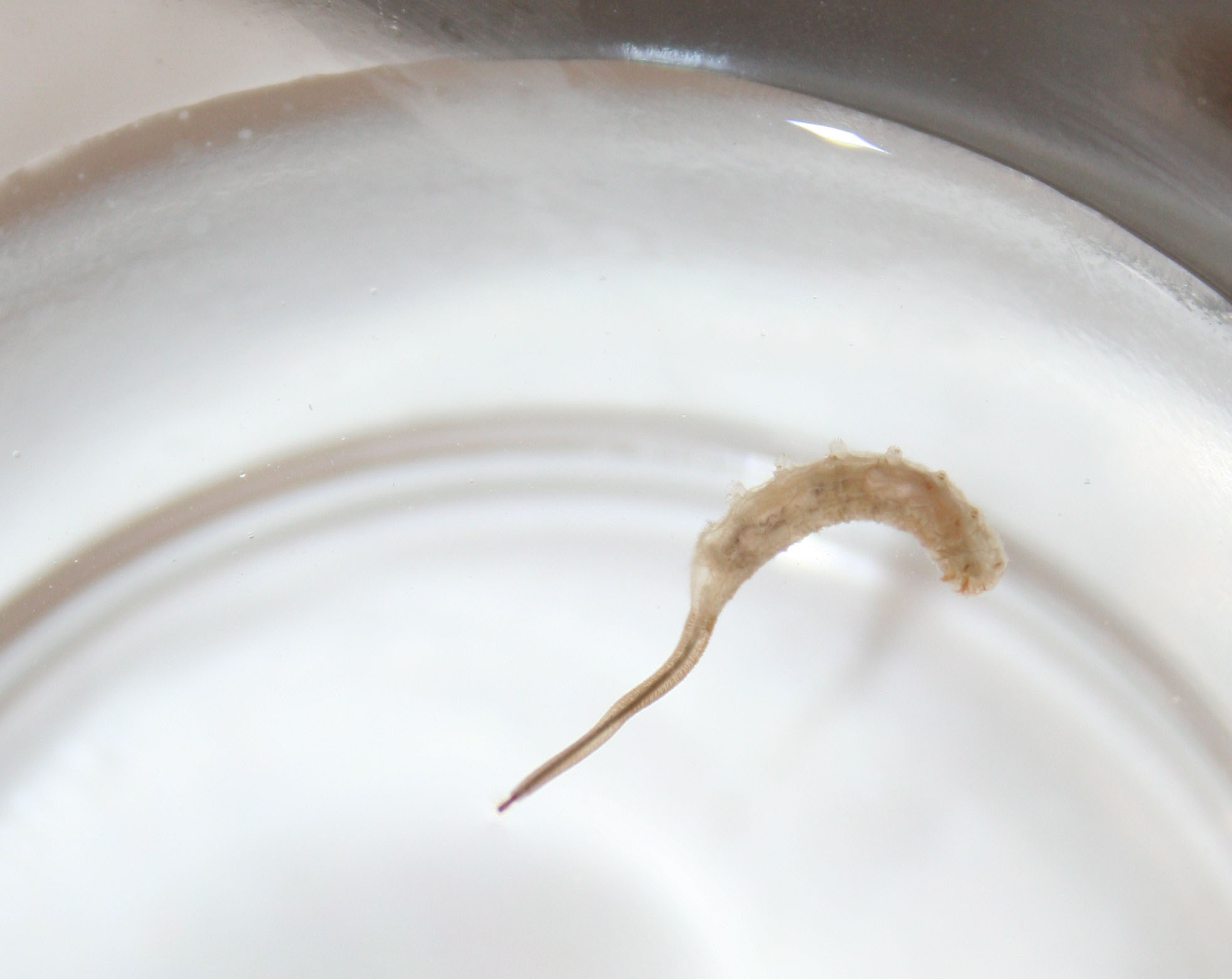
E. tenax Larve
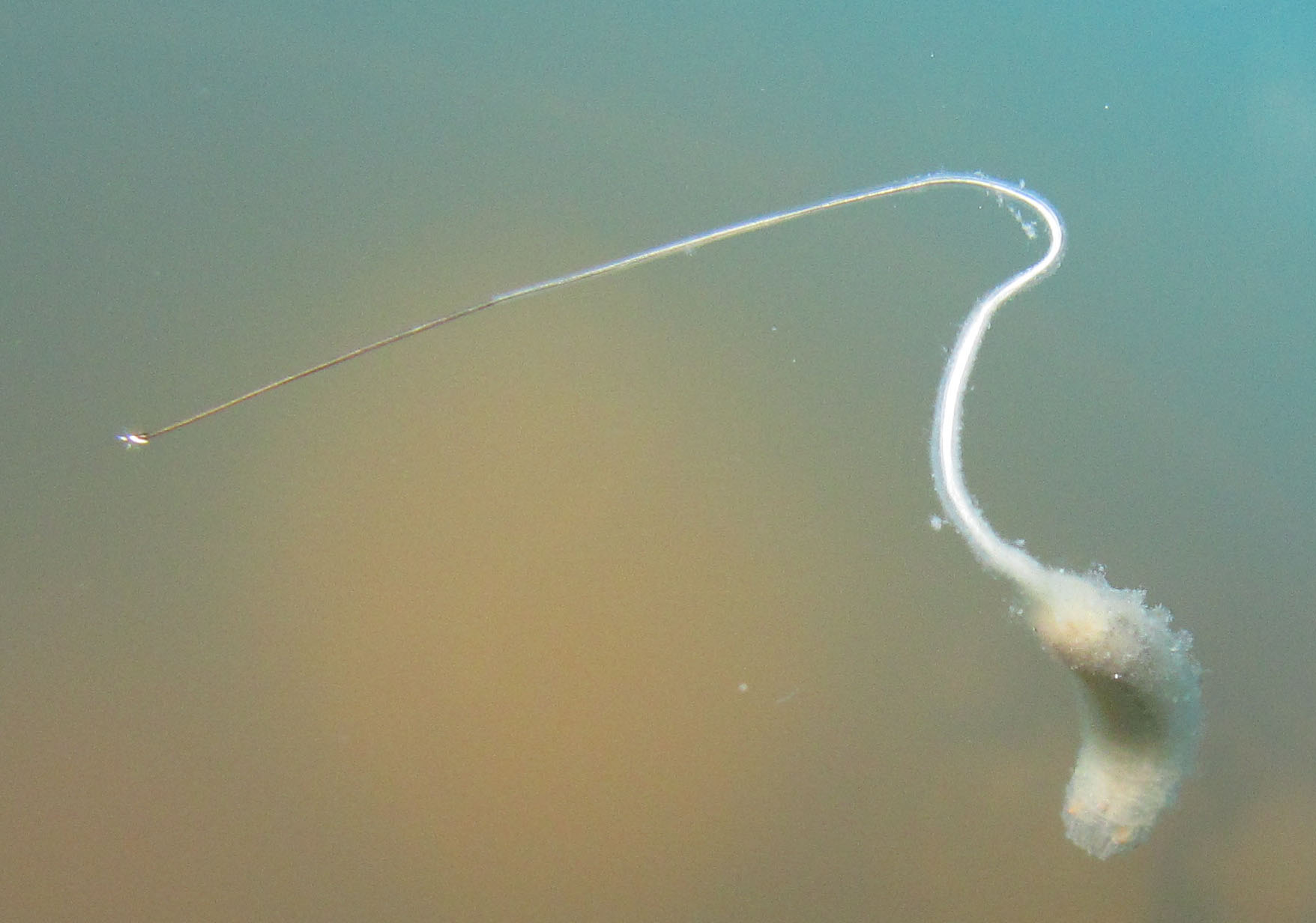
Nicht identifizierte Rattenschwanz-Larve aus Australien
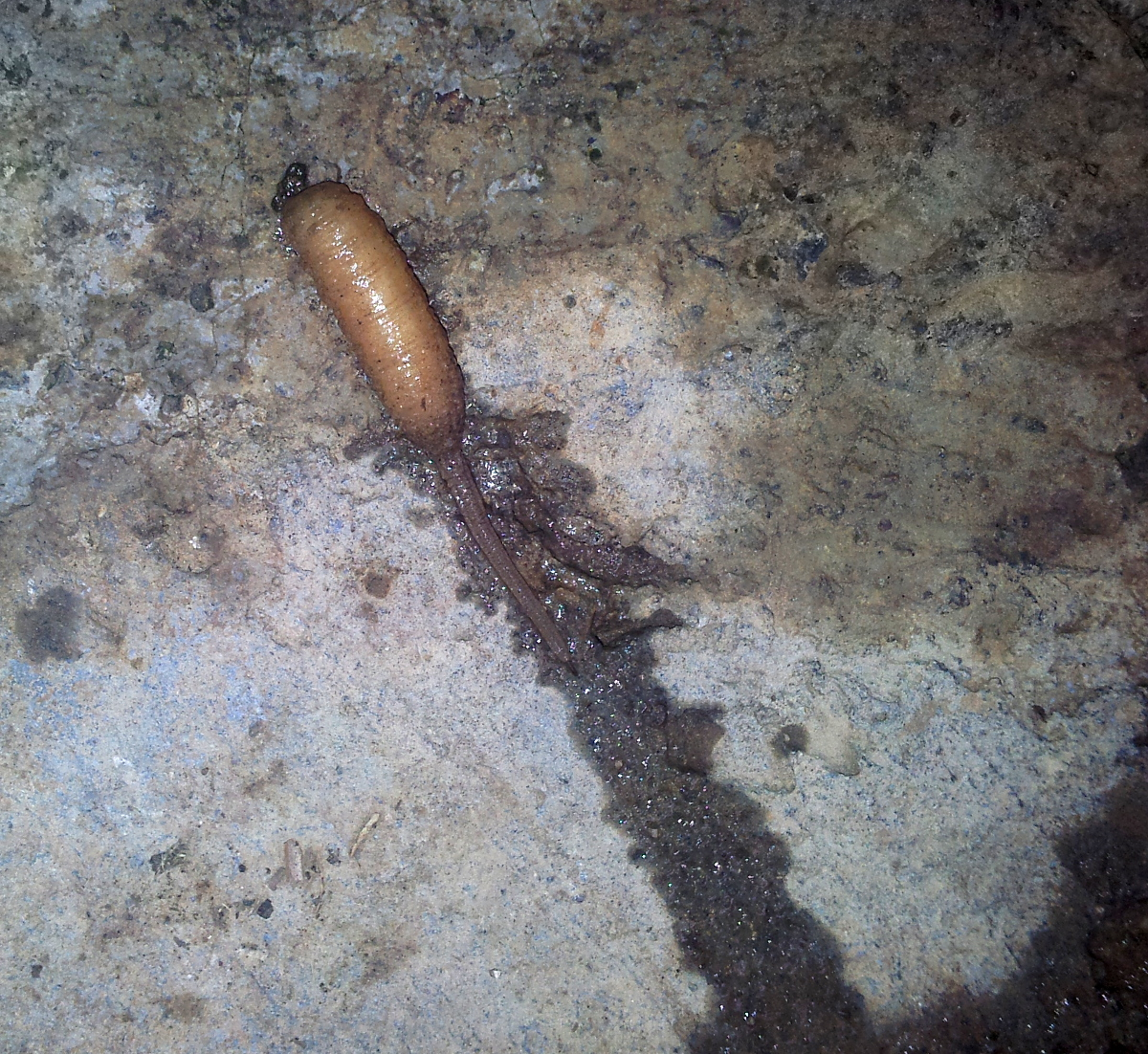
Nicht identifizierte Rattenschwanz-Larve von den Philippinen